# Dorcadion grustani
Dorcadion grustani là một loài bọ cánh cứng trong họ Cerambycidae.